# تینتویسل
تینتویسل (به انگلیسی: Tintwistle) یک روستا و محله مدنی در بریتانیا است که در های پیک واقع شده‌است. تینتویسل ۱٬۴۰۰ نفر جمعیت دارد.